# Vlochyně bahenní
Vlochyně bahenní (Vaccinium uliginosum), nazývaná též borůvka bažinná, brusnice vlochyně, je rostlina z čeledi vřesovcovitých, rodu brusnice (Vaccinium). Jako ostatní brusnice roste v kyselých, na živiny chudých půdách, zvláště v bažinách a rašeliništích v arktickém a chladných částech mírného pásma severní polokoule, dále k jihu se vyskytuje ve vyšších a horských polohách.

## Alternativní jména
Vlochyně bahenní se někdy nazývá borůvka bažinná, blinkavka, nebo nářečně raušinka.

## Rozšíření a výskyt
Rostlina pochází z chladných oblastí mírného pásma severní polokoule, z nízkých nadmořských výšek v Arktidě, Pobaltí a z vysokých nadmořských výšek jižně od Pyrenejí, Alp a Kavkazu v Evropě, z hor Mongolska, severní Číny, Korejského poloostrova a středního Japonska v Asii a ze Sierry Nevady v Kalifornii a Skalistých hor v Utahu v Severní Americe.
Roste na vlhkých kyselých půdách na vřesovištích, rašeliništích, v tundře a v podrostu jehličnatých lesů od hladiny moře v Arktidě až do nadmořské výšky 3 400 m na jihu areálu rozšíření.
Vlochyně bahenní dokáže přežít dlouhé a silné klimatické výkyvy.

## Popis
Vlochyně bahenní je keřík, 10 až 75 cm vysoký s hnědým dřevnatým stonkem. Na stonku rostou 3 až 30 mm dlouhé a 2 až 15 mm široké oválné zelené až modrozelené listy. Z bílých až narůžovělých, 4–6 mm dlouhých zvoncovitých květů na krátkých stopkách dozrávají v pozdním létě plody – 5–8 mm veliké, kulovité až soudkovité tmavěmodré bobule s bílou dužninou (šťáva nebarví), které chutnají sladce.

## Jedovatost
O jedovatosti plodů se diskutuje. Podle některých autorů je sice obecně tradována, nebyla však spolehlivě prokázána. Sibiřané ji běžně sbírají, pojídají a zpracovávají jako ovoce. Případná jedovatost obecně není nijak silná a může se výrazně lišit podle stanoviště. Jako projevy intoxikace se uvádí psychomotorická excitace, zvracení, rozšíření zorniček a pocity závratě. Požití 300 g plodů vyvolalo u některých jedinců malátnost, závratě, pocit horka v hlavě, poruchy vidění a obtížné polykání, zatímco u jiných ani větší množství žádné příznaky nevyvolalo. Má se také za to, že zásadní podíl na jedovatosti nemá rostlina samotná, ale parazitická houba Sclerotina megalospora, která ji napadá.
Plody bývaly používány jako halucinogeny. Toxikologické informační středisko u plodů uvádí „…téměř nejedovaté plody – nebezpečná může být dávka nad 20 plodů (bobulí, semen) po větším požitém množství se podává aktivní uhlí nebývá nutná hospitalizace (jen u mimořádně citlivých osob při závažných příznacích), u zdravých jedinců se objevují nanejvýš zažívací potíže.“

## Použití
Jako okrasná rostlina se téměř nepoužívá, nicméně má barevně zajímavé podzimní zbarvení listů.

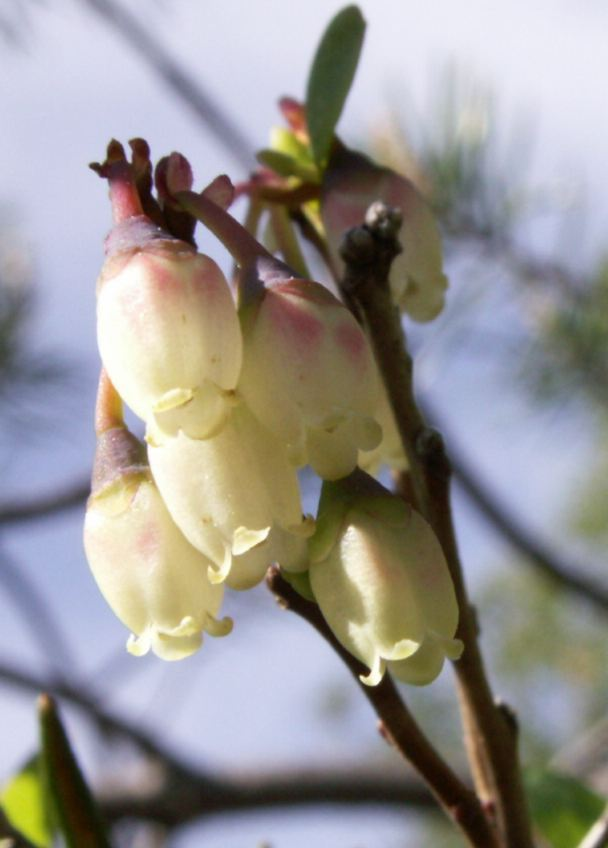
Vlochyně bahenní – květy
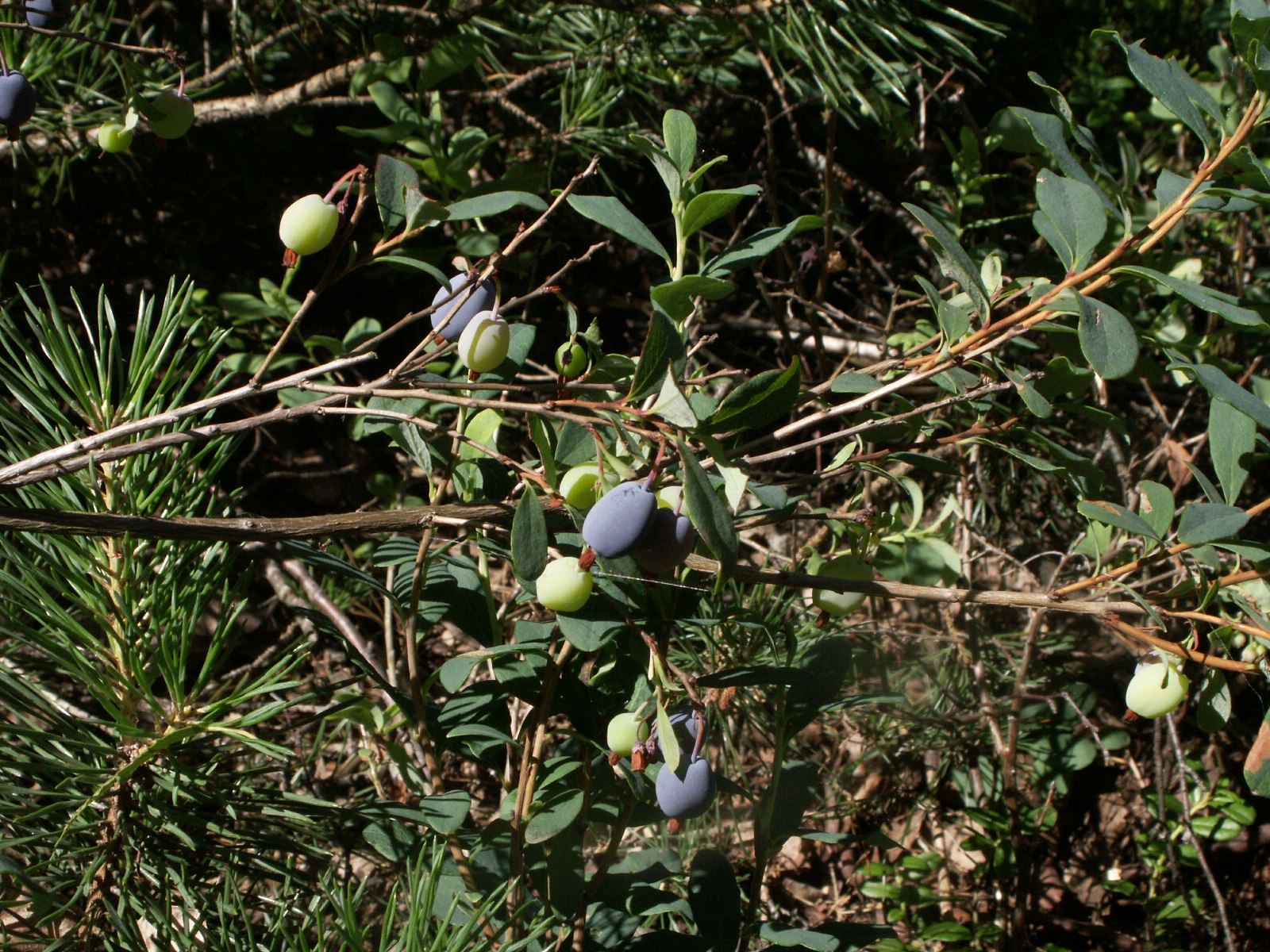
Vlochyně bahenní – keřík s dozrávajícími a zralými plody
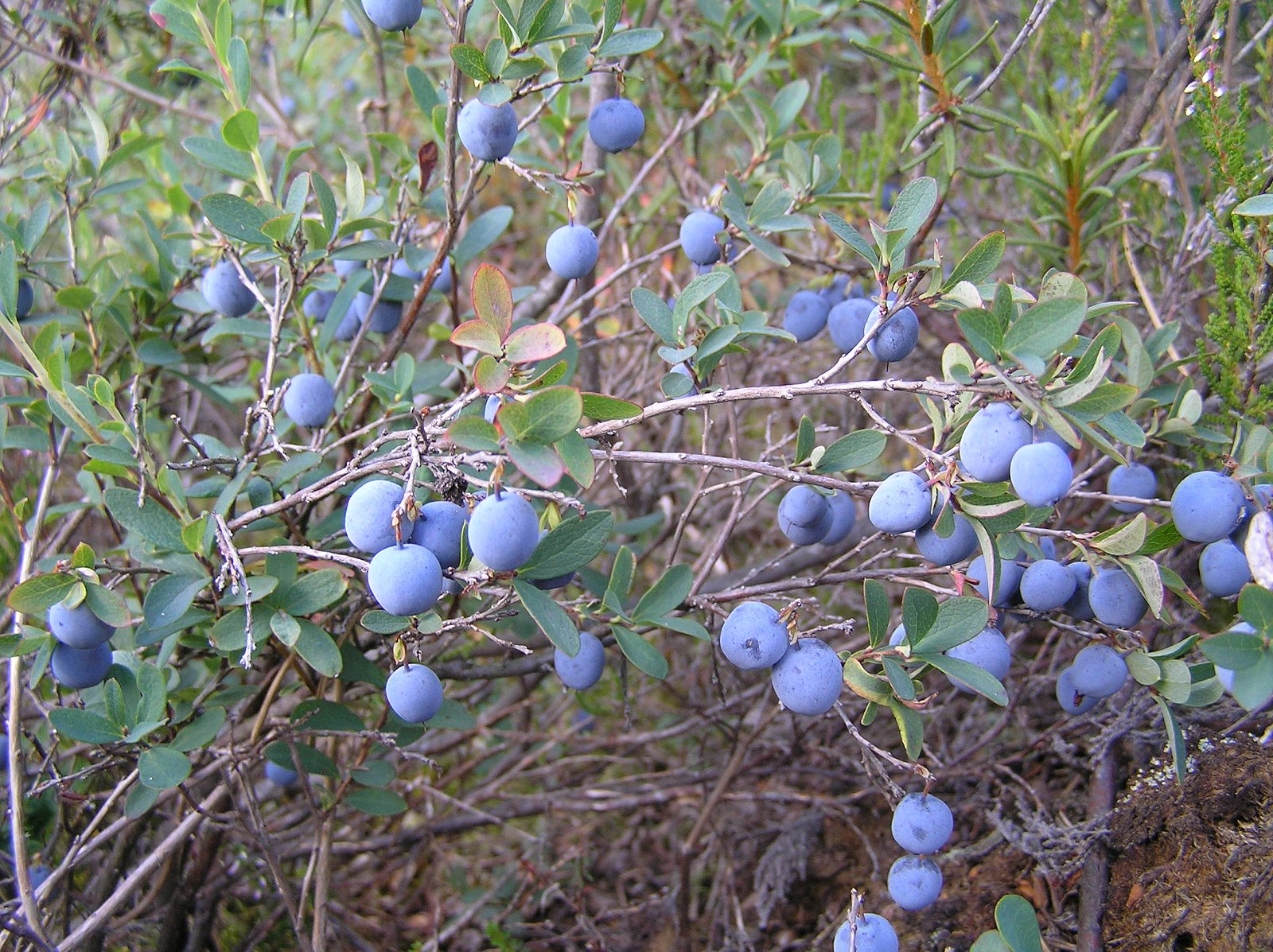
Vlochyně bahenní – keřík s plody
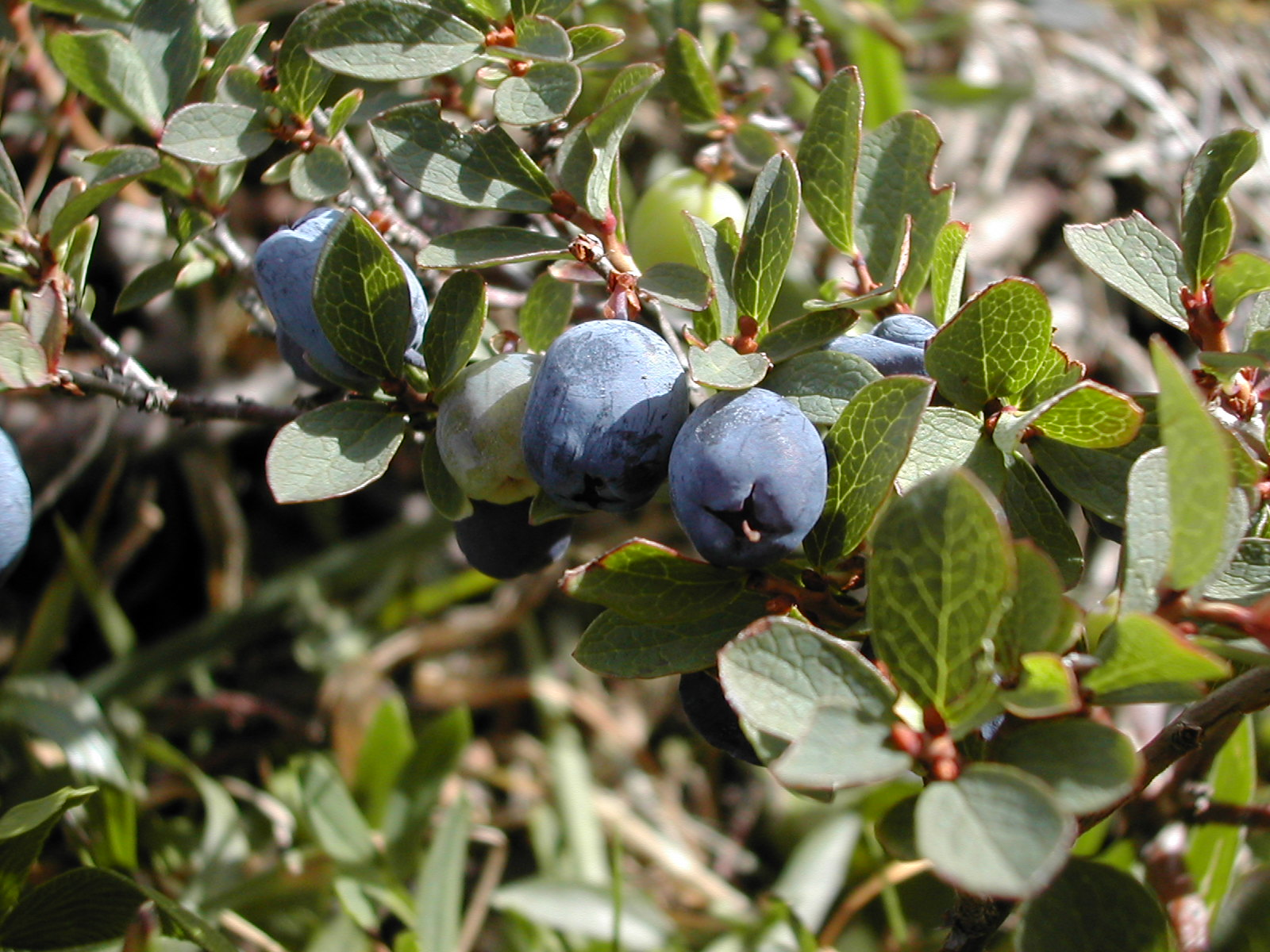
Vlochyně bahenní – detail plodů
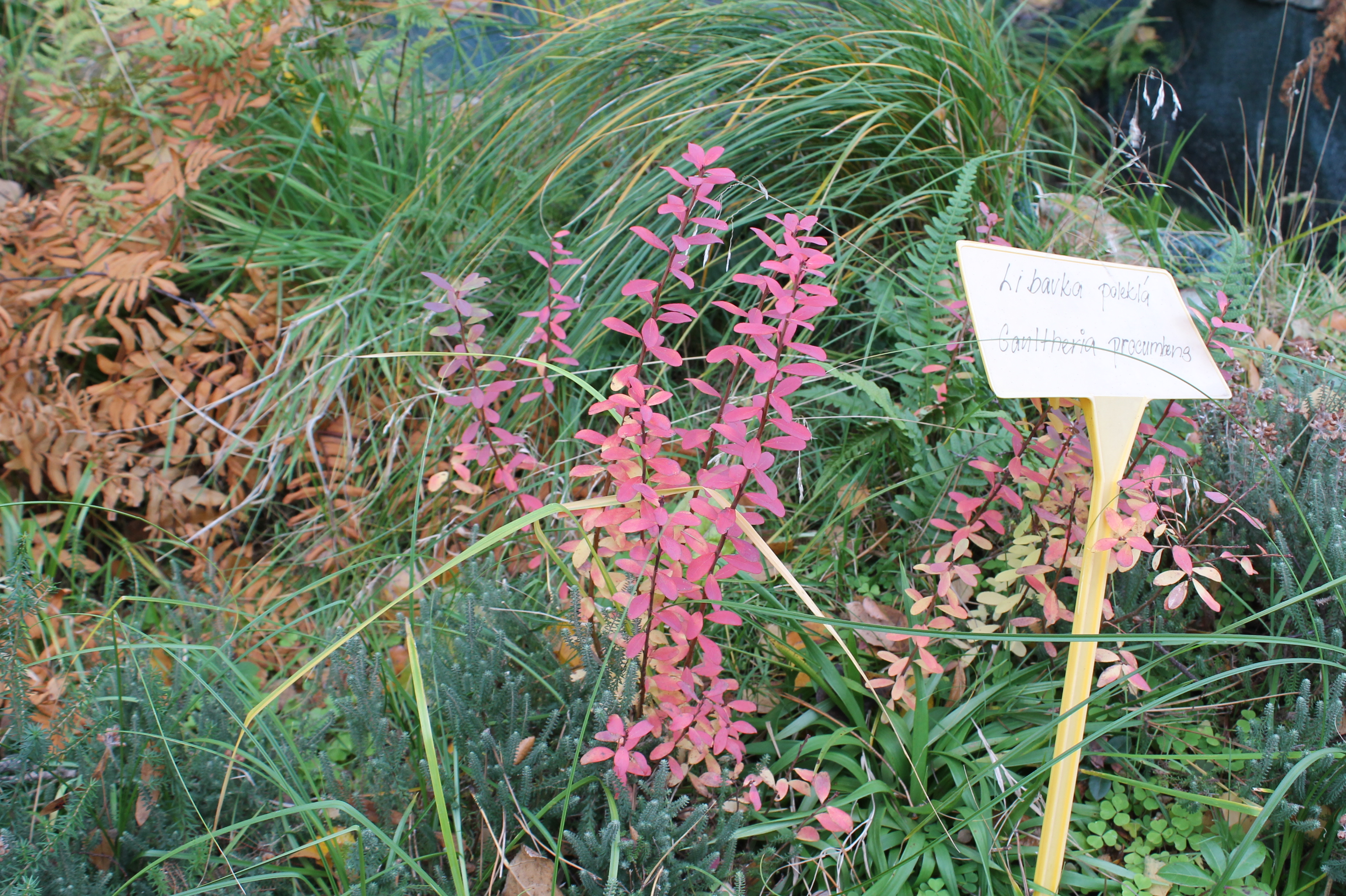
Podzimní zbarvení